# Kościół Starokatolicki Unii Utrechckiej we Włoszech
Kościół Starokatolicki Unii Utrechckiej we Włoszech (wł  Chiesa vetero cattolica dell'Unione di Utrecht in Italia) – kościół starokatolicki. Organem prasowym wspólnoty jest Il Dialogo. Zwierzchnikiem kościoła jest ks. Peter Zivny.  Misja starokatolicka we Włoszech rozpoczęła swą działalność w 1967 r., a w 1997 przekształciła się w niezależny Kościół.

## Historia
Starokatolicyzm we Włoszech głosił i organizował ks. Dominik Panelli. Powołał on do życia Kościół Narodowy Włoch i ogłosił się arcybiskupem miasta Lydda. Wysiłki jego unicestwił urząd papieski stwierdzając, że narodowym kościołem we Włoszech jest Kościół rzymskokatolicki.
Od 1967 roku działała we Włoszech misja starokatolicka, pozostająca pod opieką Kościoła Chrześcijańskokatolickiego Szwajcarii. W 1997 roku misja przekształciła się w niezależny Kościół, a opiekę biskupią nad wspólnotą przejął bp Fritz René Müller. 7 czerwca 2011 roku reprezentant Kościoła Starokatolickiego Unii Utrechckiej we Włoszech w Międzynarodowej Konferencji Biskupów Starokatolickich - biskup Harald Rein dowiedział się o wycofaniu się Unii Utrechckiej ze sprawowania opieki kanonicznej nad włoskimi starokatolikami. Tym samym Włosi opuścili Unię Utrechcką Kościołów Starokatolickich. 

## Nauka
Doktryna Starokatolicka opiera się na nauce niepodzielonego Kościoła Powszechnego pierwszych wieków, ujętej w ustaleniach Soborów Ekumenicznych. Starokatolicy najwyższą cześć oddają Bogu, wyznają wiarę w realną obecność ciała i krwi Pańskiej w Eucharystii, zaś komunia jest udzielana pod dwiema postaciami: chleba i wina. Eucharystia nie jest w starokatolicyzmie powtórzeniem ofiary Chrystusa, a jej upamiętnieniem czy też uobecnieniem. W starokatolicyzmie istnieje również kult Maryi Panny, jednak odrzucane są dogmaty: o Niepokalanej od Poczęciu i o Wniebowzięciu, zniesione zostały dogmaty przyjęte przez Kościół zachodni po rozłamie z Kościołem wschodnim. Starokatolicy oddają cześć także aniołom, apostołom, męczennikom i świętym. Kościół umożliwia spowiedź w konfesjonale, ale wiernym odpuszcza się grzechy także w trakcie mszy podczas spowiedzi powszechnej. Kościoły starokatolickie nie uznają nieomylności i władzy papieży. Kapłanów nie obowiązuje celibat. W Kościele Starokatolickim we Włoszech dopuszcza się do święceń kapłańskich również kobiety. Msza św. celebrowana jest z elementami rytu trydenckiego (np. kapłan stoi przodem do ołtarza).

## Administracja
Liturgia Kościoła Starokatolickiego Unii Utrechckiej we Włoszech sprawowana jest w 6 parafiach:
- parafia ekumeniczna (anglikańsko-starokatolicka) św. Edwarda w Lugano, proboszcz: ks. Leighton Thomas
  - kaplica w Losone
- parafia Jezusa z Nazaretu w Mediolanie, proboszcz: ks. Peter Zivny
- parafia Marii z Nazaretu w Reggio di Calabria, proboszcz: ks. Domenco Tripodi
- parafia Jezusa Miłosiernego w Rzymie, proboszcz: ks. dr Teodora Tosatti
- parafia św. Ducha w Sabudia-Latina, proboszcz: ks. Luciano Bruno
- parafia św. Willibrorda w Turynie

- wspólnota "Agape" w Katanii
- wspólnota "Świętej Rodziny" w Bressanone